# Martatjärnsskogens naturreservat
Martatjärnsskogens naturreservat är ett naturreservat i Torsby kommun i Värmlands län.
Området är naturskyddat sedan 2024 och är 213 hektar stort. Reservatet ligger söder om Stöllet på höjdområdet ovanför Klarälvens dalgång och består av ett flackt område med skogs-och myrmosaik samt mindre tjärnar. Skogen domineras av gammal tallskog men här finns även inslag av granskog och barrblandskog.